# Lianhang Lu
Lianhang Lu (chiń. 联航路站) – stacja metra w Szanghaju, na linii 8. Zlokalizowana jest pomiędzy stacjami Jiangyue Lu i Hangtian Bowuguan. Została otwarta 5 lipca 2009.